# Blaumäulchen
Das Blaumäulchen oder Blaumaul (Helicolenus dactylopterus) ist ein Meeresfisch, der an den Küsten des nördlichen Atlantik, im Westen von Nova Scotia bis Venezuela, im Osten von Island bis Norwegen, an den westlichen Küsten der Britischen Inseln, Madeira, den Azoren, der Küste Westafrikas bis nach Südafrika sowie im Mittelmeer vorkommt.

## Merkmale
Blaumäulchen werden maximal 47 Zentimeter lang, bleiben aber für gewöhnlich bei einer Länge von 25 Zentimeter. Das maximale veröffentlichte Gewicht liegt bei 1,55 kg, das maximale Alter bei 43 Jahren. Sie sind weniger hochrückig als die nah verwandten Sebastes-Arten. Sie sind von rötlicher Farbe. Y-förmige dunkle Bänder erstrecken sich zwischen dem weichstrahligen Teil der Rückenflosse und der Afterflosse. Die unteren acht Strahlen der Brustflossen liegen teils frei und sind nicht durch Flossenmembran miteinander verbunden. Namensgebend ist die schwarzblaue Maulhöhle.

## Lebensweise
Blaumäulchen leben bodennah auf dem Kontinentalschelf auf Weichböden in Tiefen von 50 bis 1100 Metern, normalerweise unterhalb von 150 Metern. Sie ernähren sich von Krebstieren, Fischen, Kopffüßern und Stachelhäutern.

## Fortpflanzung
Wie die Sebastes-Arten haben Blaumäulchen eine innere Befruchtung und sind lebendgebärend. Freie Spermien wurden von Juli bis zum frühen Dezember in den Ovarien gefunden. Die Befruchtung findet einen bis drei Monate später statt. Embryos im frühen Stadium wurden von Januar bis April beobachtet. Die Larven werden von März bis Juli geboren. Sie und die Jungfische leben zunächst pelagisch.

## Nutzung
Blaumäulchen sind von geringer wirtschaftlicher Bedeutung und eher zufälliger Beifang beim Fischen auf den Rotbarsch.